# Erlenbach bei Kandel
Erlenbach bei Kandel ist eine Ortsgemeinde im rheinland-pfälzischen Landkreis Germersheim, innerhalb dessen sie gemessen an der Einwohnerzahl die drittkleinste Ortsgemeinde darstellt. Sie gehört der Verbandsgemeinde Kandel an.

## Geographie
Erlenbach liegt zwischen Karlsruhe und Landau in der Pfalz innerhalb der Oberrheinischen Tiefebene. Zur Gemeinde gehören zusätzlich die Wohnplätze Erlenhof und Waldhof. Im Süden des Dorfes fließt der namensgebende Erlenbach, der größtenteils die Gemarkungsgrenze zur Stadt Kandel bildet. Dabei nimmt er von links den Waidlachgraben auf. Durch den Norden der Gemeindegemarkung verläuft außerdem der Grüne Graben. Nachbargemeinden sind – im Uhrzeigersinn – Herxheim bei Landau/Pfalz, Hatzenbühl, Kandel, Steinweiler und Insheim.

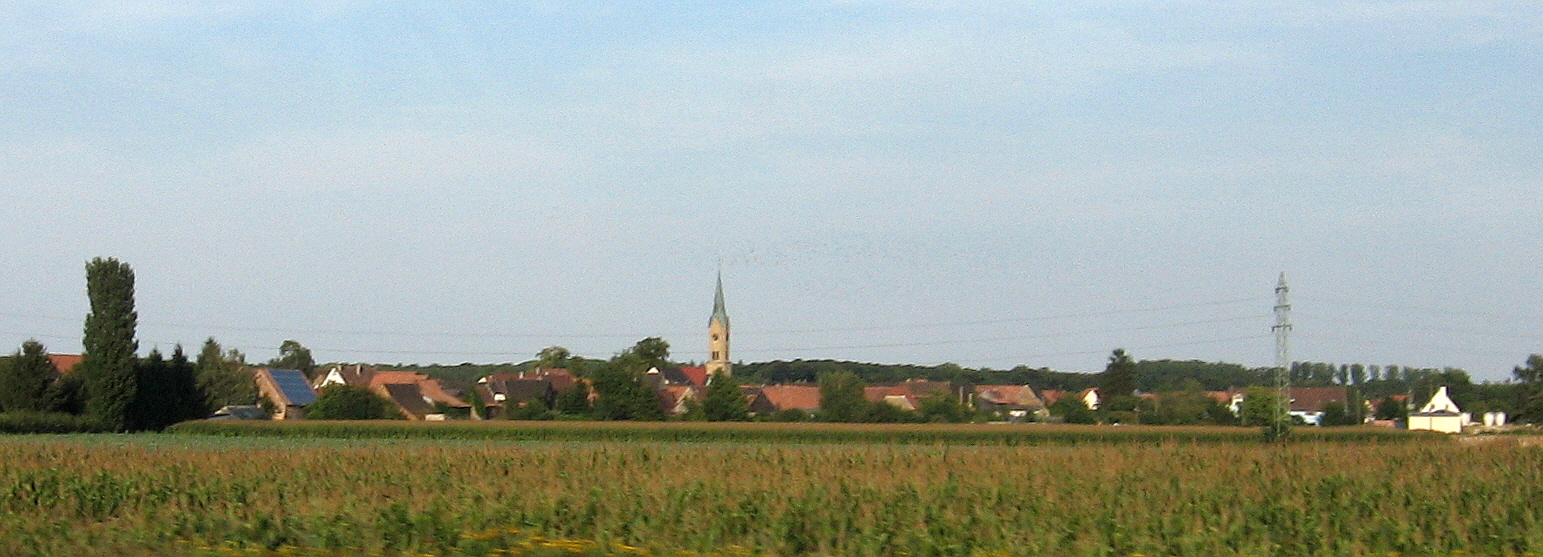
Ortsbild von Erlenbach

## Geschichte
Erlenbach ist eine der kleinsten Gemeinden des Landkreises Germersheim. In der Vergangenheit wurde Erlenbach häufig als „Irlenbach“ bezeichnet. Bei seiner Ersterwähnung im Jahr 1330 befand sich das ursprüngliche Reichsdorf bereits im Pfandbesitz der Kurpfalz. Bis zum Ende des 18. Jahrhunderts gehörte er zum kurpfälzischen Amt Billigheim, das dem Oberamt Germersheim unterstellt war.
Von 1798 bis 1814, als die Pfalz Teil der Französischen Republik (bis 1804) und anschließend Teil des Napoleonischen Kaiserreichs war, war Erlenbach in den Kanton Kandel eingegliedert. 1815 wurde der Ort Österreich zugeschlagen. Bereits ein Jahr später wechselte der Ort in das Königreich Bayern. Von 1818 bis 1862 gehörte der Ort dem Landkommissariat Germersheim an; aus diesem ging das Bezirksamt Germersheim hervor. Seit 1939 ist Erlenbach Bestandteil des Landkreises Germersheim.
Nach dem Krieg wurde Erlenbach innerhalb der französischen Besatzungszone Teil des damals neu gebildeten Landes Rheinland-Pfalz. Im Zuge der ersten rheinland-pfälzischen Verwaltungsreform wurde die Gemeinde 1972 in die neu gebildete Verbandsgemeinde Kandel eingegliedert.

## Bevölkerung

### Einwohnerstatistik
Wenn nicht gesondert aufgeführt, ist die Quelle der Daten das Statistische Landesamt Rheinland-Pfalz.
| Jahr  | Einwohner |
| ----- | --------- |
| 1802  | 722       |
| 18150 | 842       |
| 18350 | 932       |
| 1849  | 752       |
| 1861  | 692       |
| 1871  | 643       |

| Jahr | Einwohner |
| ---- | --------- |
| 1905 | 680       |
| 1939 | 538       |
| 1950 | 579       |
| 1965 | 513       |
| 1970 | 576       |
| 1975 | 610       |

| Jahr | Einwohner |
| ---- | --------- |
| 1980 | 621       |
| 1985 | 605       |
| 1990 | 608       |
| 1995 | 650       |
| 2000 | 740       |
| 2005 | 742       |

| Jahr | Einwohner |
| ---- | --------- |
| 2010 | 692       |
| 2015 | 743       |
| 2017 | 766       |
| 2023 | 719       |

### Konfessionsstatistik
Im Jahr 1871 waren von insgesamt 643 Einwohnern 569 evangelisch (88 %) und 74 katholisch (12 %). 2012 waren 52,8 % der Einwohner evangelisch und 24,4 % katholisch. Die übrige 22,2 % gehörten einer anderen Glaubensgemeinschaft an oder waren konfessionslos. Der Anteil der Protestanten und Katholiken an der Gesamtbevölkerung ist seitdem weiter gesunken. Mit Stand Februar 2025 waren von den Einwohnern 39,9 % evangelisch, 19,0 % katholisch und 41,1 % waren konfessionslos oder gehörten einer anderen Glaubensgemeinschaft an.

## Politik

### Gemeinderat
Der Gemeinderat in Erlenbach besteht aus zwölf Ratsmitgliedern, die bei der Kommunalwahl am 9. Juni 2024 in einer Mehrheitswahl gewählt wurden, und dem ehrenamtlichen Ortsbürgermeister als Vorsitzendem. Bei der Wahl im Jahre 2009 wurden die Ratsmitglieder noch in einer personalisierten Verhältniswahl gewählt.

### Bürgermeister
Maik Wünstel (parteilos) wurde 2018 Ortsbürgermeister von Erlenbach. Bei der Direktwahl am 26. Mai 2019 wurde er mit einem Stimmenanteil von 92,66 % und am 9. Juni 2024 als einziger Bewerber mit 90,9 % jeweils für weitere fünf Jahre in seinem Amt bestätigt. Sein Vorgänger Klaus Bolz war 2018 im Amt verstorben.

### Wappen
| Wappen von Erlenbach bei Kandel | Blasonierung: „Von Silber und Schwarz gespalten, rechts auf grünem Grund ein grüner Erlenbaum, links ein rotbewehrter und -bezungter goldener Löwe.“                                                     |
| Wappen von Erlenbach bei Kandel | Wappenbegründung: Der Pfälzer Löwe symbolisiert die ehemalige Zugehörigkeit zur Kurpfalz. Es wurde 1955 vom Mainzer Innenministerium genehmigt und geht zurück auf ein Gerichtssiegel aus dem Jahr 1753. |

## Kultur und Sehenswürdigkeiten

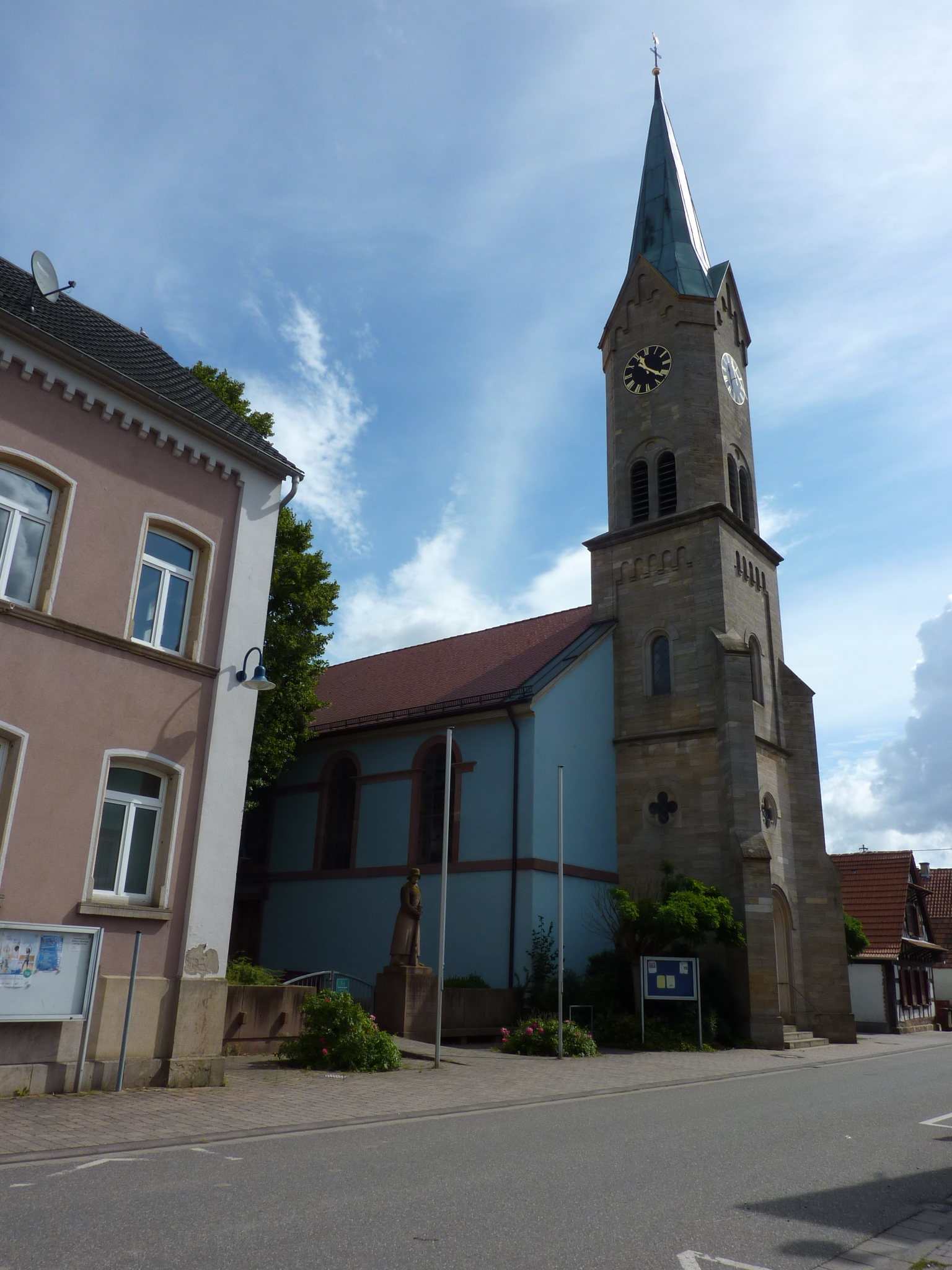
Denkmalgeschützte Simultankirche

### Kulturdenkmäler
Vor Ort existieren insgesamt zehn Objekte, die unter Denkmalschutz stehen, darunter die Simultankirche.

### Natur
Mit dem Niederbruch existiert innerhalb der Gemeindegrenzen ein Naturdenkmal.

### Veranstaltungen
Am 22. April 2012 fand vor Ort die  Jahreshauptversammlung des Vereins Pfälzisch-Rheinische Familienkunde statt.

## Wirtschaft und Infrastruktur

### Wirtschaft
Vor Ort hatte früher der Anbau von Tabak große Bedeutung. Im Gemeindegebiet sind mehrere Tabaktrockenschuppen erhalten geblieben.

### Verkehr
Durch Erlenbach verläuft die Landesstraße 542, die den Ort mit Herxheim und Kandel verbindet. Zudem ist die Gemeinde über die A 65 an das überörtliche Verkehrsnetz angeschlossen. Nächstgelegener Bahnhof ist Kandel an der Bahnstrecke Winden–Karlsruhe.

### Behörden
Die Gemeinde gehört zum Zuständigkeitsbereich des Amtsgericht Kandel.

## Persönlichkeiten
- Felix Lampert (* 1982), Schauspieler, lebte zeitweilig vor Ort
- Roger Lutz (* 1964), Fußballspieler, spielte von 2008 bis 2011 beim SV Erlenbach
- Bernhard Würschmitt (1788–1853), katholischer Priester und Bildhauer, schuf das örtliche Friedhofskreuz